# Busvissling

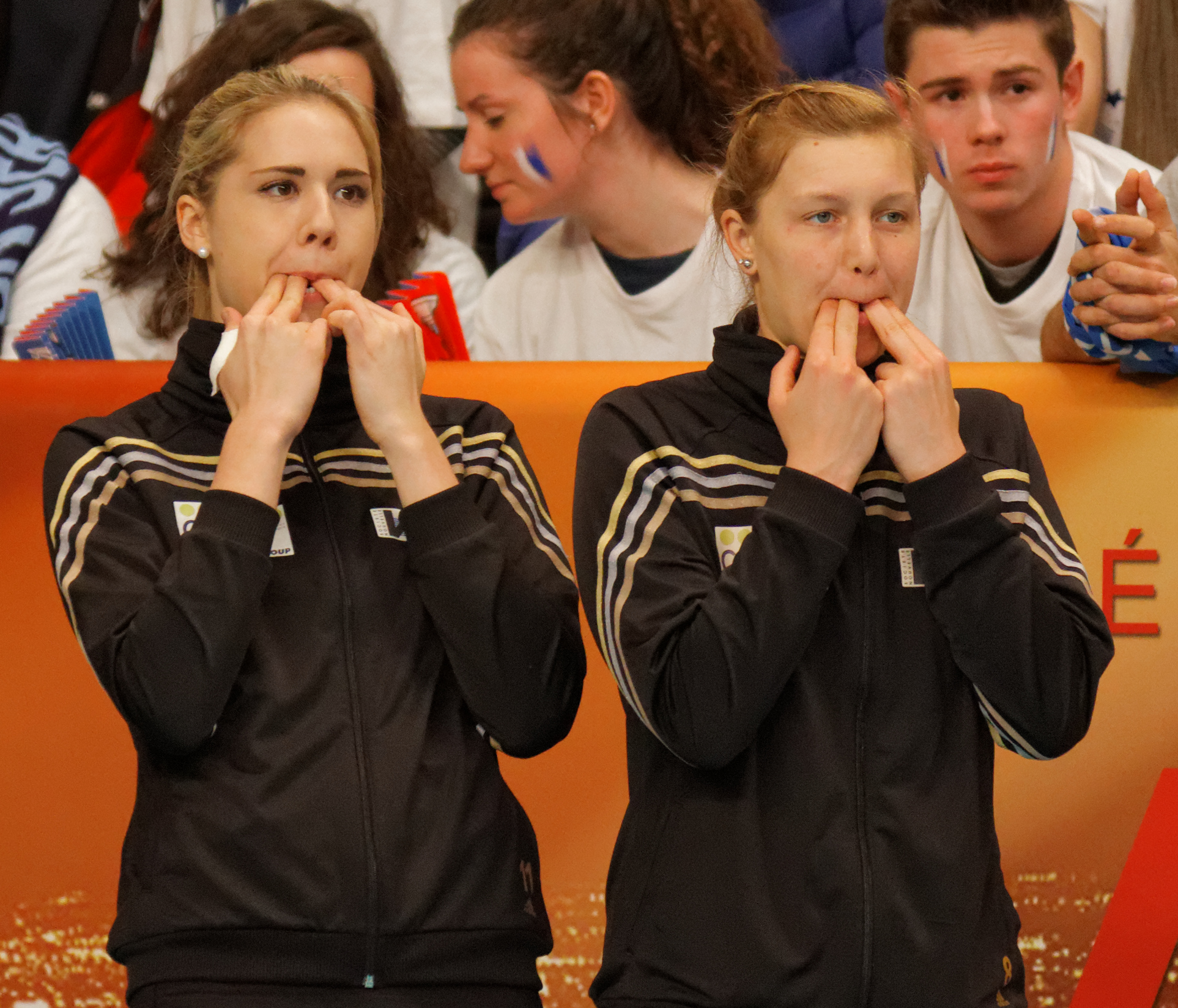
Busvissling används bland annat i sportsammanhang.

En busvissling är en vissling med skarpt och skärande ljud. Den framställs ibland med hjälp av två eller flera fingrar i munnen och ibland utan.